# Себиљ чесма у Београду
Себиљ чесма једна је од чесми у Београду. Саграђена је 1989. године, а налази се у Скадарлији.

## Опште информације
Ова чесма налази се преко пута Бајлонијеве пијаце, на крају Скадарлије у београдској општини Стари град. Представља реплику Себиљске чесме у Сарајеву и поклон је града Сарајева Београду. У град је стигла 1989. године као знак сећања на културне и историјске везе ове два града и поводом Девете конференције Покрета несврстаних одржане у Београду. Пројектант сарајевске, па тако и београдске чесме је био архитекта Александар Витек.
Назив ове чесме, односно себиљ потиче из арапског језика и значи „објекат на путу на коме има воде”.